# Liu Hong (atleta)
Liu Hong (刘 虹, Jiangxi, 12 de maig de 1987) és una atleta xinesa especialitzada en marxa atlètica, campiona del món en 20 quilòmetres marxa en 2015 i ostenta el rècord mundial en aquesta distància.
Va ser campiona del Món el Daegu 2011 i Pequín 2015. A més té un subcampionat mundial a Berlín 2009 i un tercer lloc en Moscou 2013. També va ser subcampiona en la Copa del Món de Marxa Atlètica de 2014, celebrada a la ciutat xinesa de Taicang. En el Mundial de Berlín 2009 inicialment havia obtingut la medalla de bronze en ser 3ª, però l'atleta russa Olga Kanískina, guanyadora de la prova, va ser desqualificada el 24 de març de 2016 pel TAS acusada de dopatge. La IAAF va anunciar que les medalles serien redistribuïdes en totes les competicions sota el seu control pel que Liu Hong va passar del lloc 3r. al 2n.. En el Mundial de Daegu 2011 va ocórrer similar, ja que inicialment havia obtingut la medalla de plata però després de la desqualificació de la guanyadora Olga Kanískina va passar a guanyar la medalla d'or.
Liu Hong ha participat en dues ocasions en els Jocs Olímpics, aconseguint una cambra posada en els Jocs Olímpics de Pequín 2008 i un tercer lloc en els Jocs Olímpics de Londres 2012. En aquesta ocasió, Liu Hong va acabar quarta, però després de la desqualificació de la subcampiona Olga Kanískina va passar a obtenir el tercer lloc.
El 6 de juny de 2015 en La Corunya va establir un nou rècord del món en els 20 quilòmetres marxa deixant el registre en 1 hora 24 minuts i 38 segons, millorant en 9 segons el registre anterior de Elmira Alembekova.
Els seus millors registres estan com segueix: en 5.000 m 20:34.76 (rècord d'Àsia, establert en Taicang en 2012), en 10 km 42:30 (2010) i en 20 km 1h:24:38 (2015).
El seu entrenador és Sandro Damilano des que, el 2009, aquest va començar a treballar amb la federació xinesa.